# Kenn Borek Air
Kenn Borek Air — канадська регіональна авіакомпанія зі штаб-квартирою в місті Калгарі (провінція Альберта), що працює на ринку регулярних пасажирських і вантажних авіаперевезень Канади, а також за довгостроковими контрактами в полярних районах Арктики і Антарктиди. Компанія забезпечує перевезення науково-дослідних експедицій, геологорозвідувальних партій і мобільних бригад швидкої медичної допомоги (санітарна авіація).
Головною базою авіакомпанії та її транзитним вузлом (хабом) є Міжнародний аеропорт Калгарі.

## Історія
Авіакомпанія Kenn Borek Air була утворена в 1970 році і почала операційну діяльність з транспортного забезпечення геологічних партій по розвідці родовищ нафти в районах Арктичної Канади, флот компанії становив всього один літак de Havilland Canada DHC-6 Twin Otter.
У квітні 2001 року Kenn Borek Air проводила рятівні роботи з евакуації доктора Рона Шеменскі з антарктичної станції Амундсена-Скотта. В даний час флот авіакомпанії використовується практично у всіх випадках, коли виникає необхідність в авіасполученні з важкодоступними пунктами Канади в умовах суворої полярних і приполярних зими.
Kenn Borek Air експлуатує власну базу в Міжнародному аеропорту Калгарі, де надає повний спектр послуг з технічного обслуговування і ремонту літаків de Havilland Canada DHC-6 Twin Otter, Basler BT-67 і Douglas DC-3.
Авіакомпанія повністю належить фінансово-промисловій групі «Borek Construction».

## Маршрутна мережа

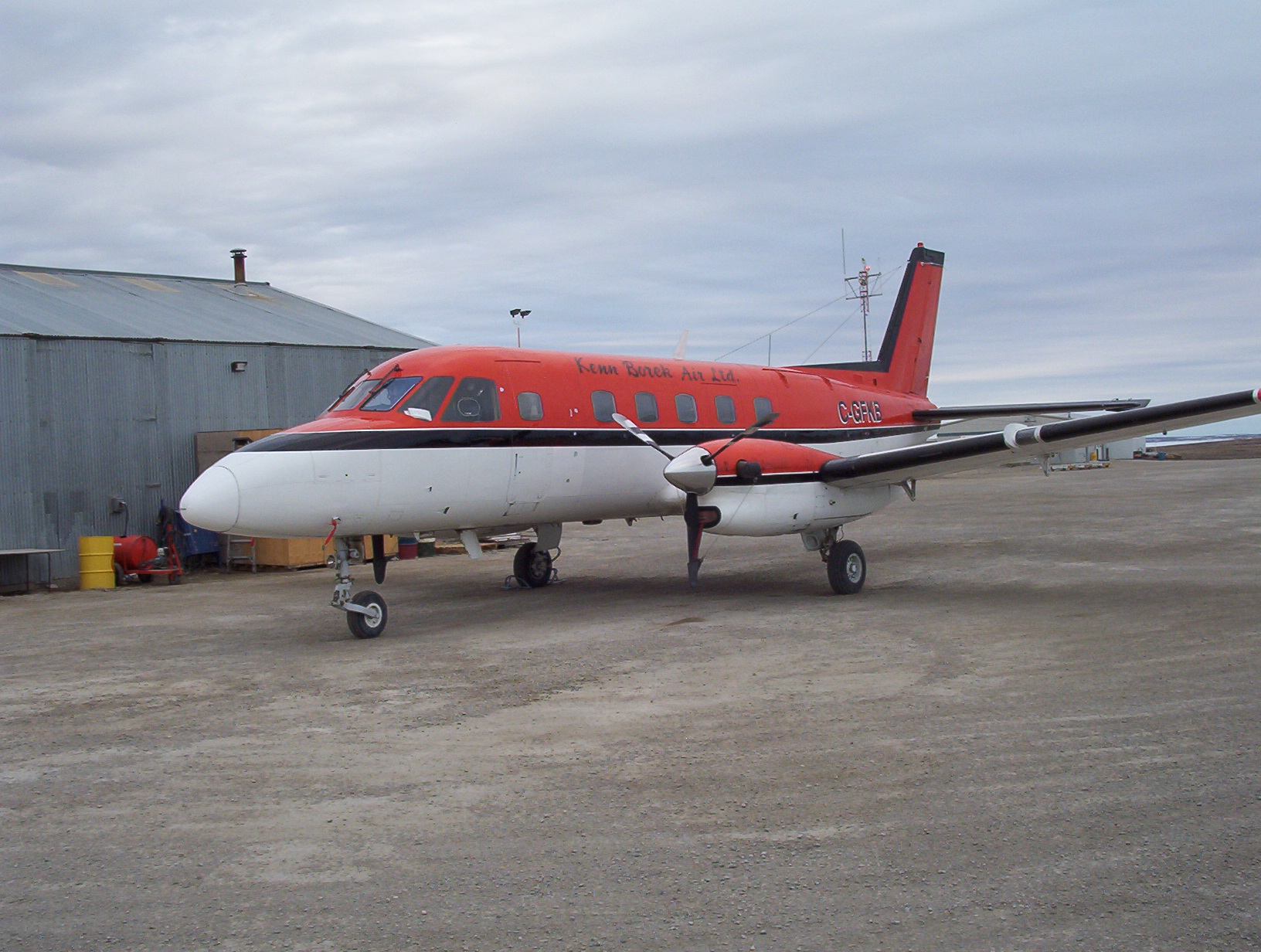
Embraer EMB 110 Bandeirante (реєстраційний номер C-GFKB) авіакомпанії Kenn Borek Air в Аеропорту Кеймбрідж-Бей

Станом на січень 2009 року Kenn Borek Air, діючи під торговою маркою (брендом) Unaalik Aviation, виконувала регулярні пасажирські рейси в наступні пункти призначення Нунавута:
- Гріс-Фіорд — Аеропорт Гріс-Фіорд
- Резольют — Аеропорт Резольют-Бей

В районах Північно-Західних Територій Канади регулярні пасажирські рейси Kenn Borek Air виконуються в рамках партнерських угод з авіакомпанією Aklak Air:
- Аклавік — Аеропорт Аклавік ім'я Фредді Кармайкла, тільки за фактичною наявністю потреби
- Форт Макферсон — Аеропорт Форт-Макферсон, напрямок працює тільки на період закриття автомобільних доріг
- Інувік — Аеропорт Інувік імені Майка Зубко
- Полатук — Аеропорт Полатук
- Сакс-Харбор — Аеропорт Сакс-Харбор
- Тактояктук — Аеропорт Тактояктук імені Джеймса Грубена, щотижневі рейси за наявності потреби
- Улукхакток — Аеропорт Улукхакток імені Холмана

## Флот

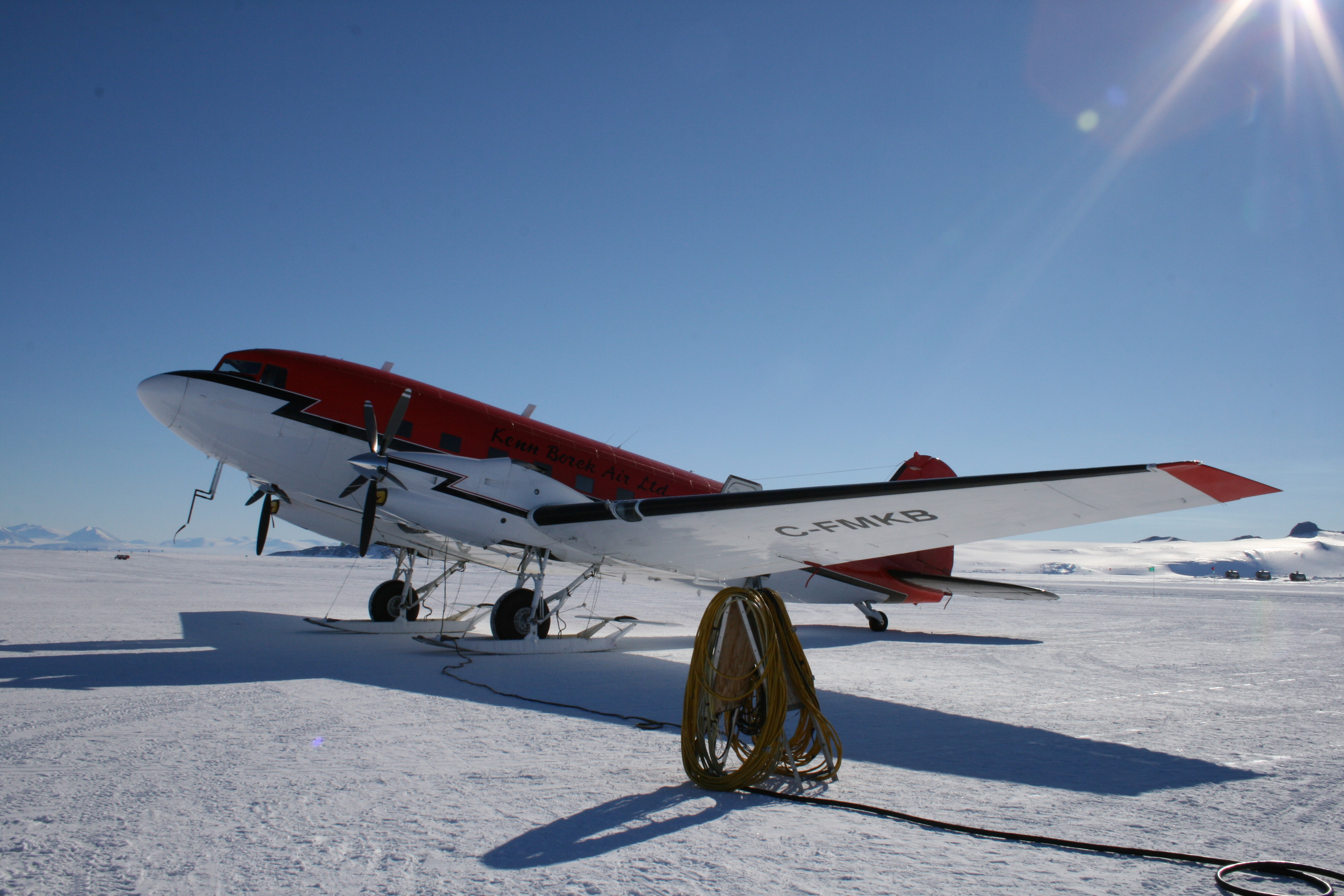
Basler BT-67 авіакомпанії Kenn Borek Air в Аеропорту Вільямс-Філд, Антарктида

Станом на січень 2009 року повітряний флот Kenn Borek Air згідно вебсайту компанії становив 57 літаків, з яких 35 лайнерів склали літаки de Havilland Canada DHC-6 Twin Otter, що дозволяє говорити про авіакомпанії, як про найбільшому комерційному операторі даного типу літаків у світі. Згідно з даними Міністерства транспорту Канади (28 лютого 2009 року) повітряний флот авіакомпанії складався з 38 літаків.